# Why Ducky?
Why Ducky? – polski zespół bluesowy składający się z muzyków z Ciechanowa, Warszawy i Mławy. 

## Historia
Zespół powstał w Ciechanowie w 2002 roku, a swój debiut sceniczny miał podczas festiwalu V Spring Blues Night tego samego roku. Po kilku latach skład zespołu ustabilizował się i pozostał w formie dziewięciu członków, w którym to w 2011 roku kapela nagrała pierwszy album - The Mo. Muzycy tworzący formację, wcześniej uczestniczyli w takich projektach jak Old Timers, Blues Market, Sex Piwo i Rock'n'roll, Bloose Connection, Antykwariat i Regeneracja.

## Muzycy
- Stanisław Antośkiewicz - wokal, harmonijka ustna
- Wojciech Jabłoński - saksofon tenorowy
- Wiesław Moszczyński - saksofon barytonowy
- Konrad Lusawa - saksofon altowy
- Artur Mikołajski - organy Hammonda, pianino
- Leszek Jakubczak - gitara
- Darek Skowroński - gitara
- Jan Gajewski - gitara basowa
- Jarek Gaś - perkusja
- Kostia Cat Donskoj - trąbka, puzon (gościnnie)

## Dyskografia

### Albumy studyjne
- The Mo (2011)